# Distoleon
Distoleon Banks, 1910 è un genere di neurotteri della famiglia dei mirmileontidi.

## Biologia
Le larve del genere Distoleon non costruiscono le classiche "trappole a buca" tipiche dei formicaleoni; si appostano invece sotto la sabbia, emergendo all'improvviso per catturare le prede che passano vicine.

## Distribuzione
Le specie del genere Distoleon sono presenti in tutto il Vecchio Mondo, nelle aree temperate e tropicali; in Europa sono documentate solo due specie, D. tetragrammicus (paleartica e molto comune in Europa meridionale) e D. annulatus (specie endemica dell'area afro-iraniana e presente solo nelle propaggini europee più meridionali).

## Tassonomia

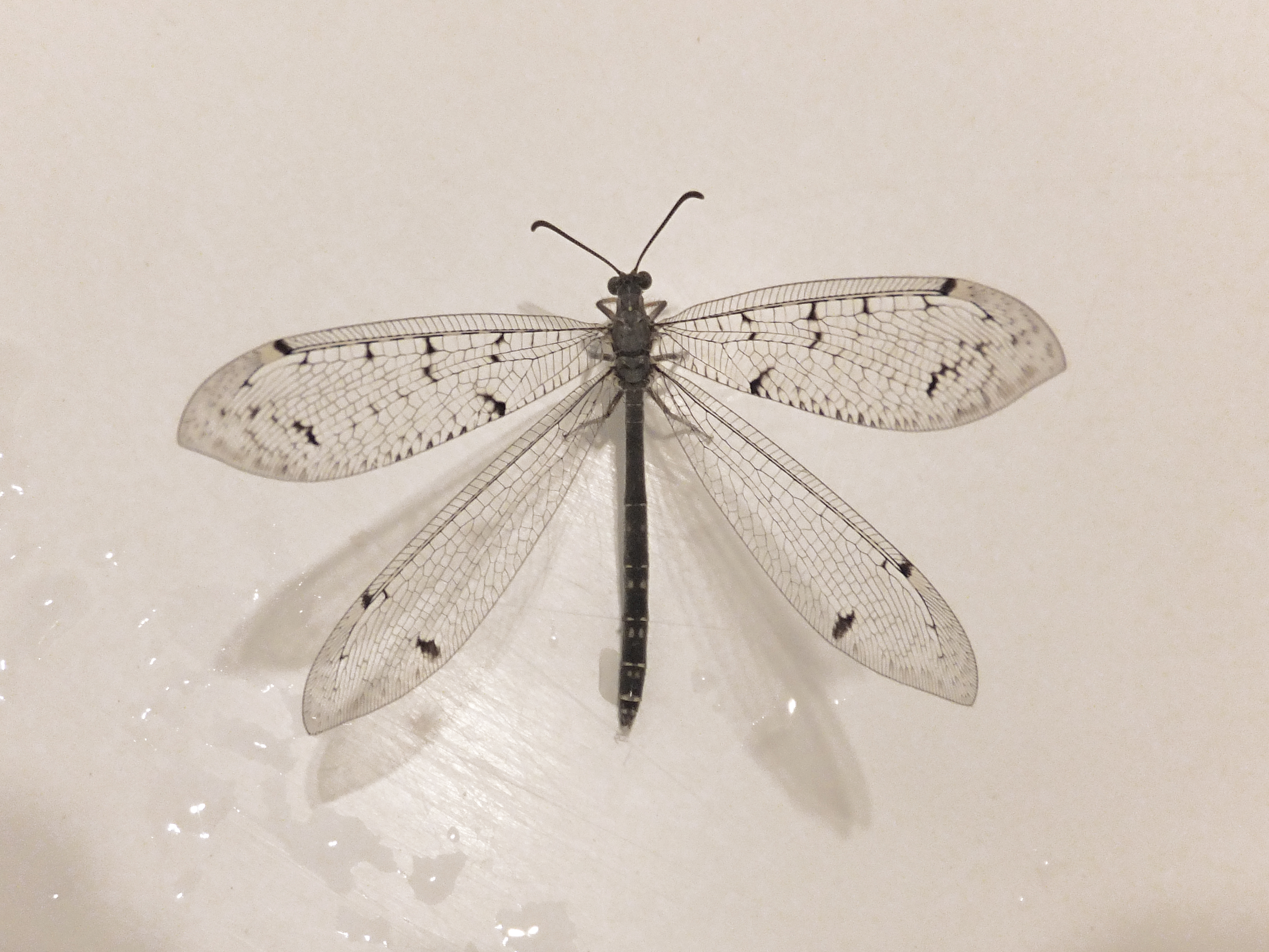
Distoleon tetragrammicus

Il genere comprende le seguenti specie:
- Distoleon alcione (Banks, 1911)
- Distoleon alicia Banks, 1939
- Distoleon angustus (Navás, 1914)
- Distoleon annulatus (Klug, 1834)
- Distoleon aridus (Fraser, 1950)
- Distoleon asiricus Hölzel, 1983
- Distoleon bakeri Banks, 1916
- Distoleon binatus Yang, 1987
- Distoleon bisoiensis Ghosh, 1984
- Distoleon bistrigatus (Rambur, 1842)
- Distoleon bivittatus (Banks, 1914)
- Distoleon boninensis Adams, 1959
- Distoleon burmanus (Navás, 1931)
- Distoleon canariensis (Tjeder, 1940)
- Distoleon cancellosus Yang, 1987
- Distoleon catta (Fabricius, 1775)
- Distoleon cerdo (Gerstaecker, 1894)
- Distoleon cleonice (Banks, 1914)
- Distoleon collartinus (Navás, 1933)
- Distoleon contubernalis (McLachlan, 1875)
- Distoleon coreanus (Navás, 1930)
- Distoleon cornutus (Navás, 1917)
- Distoleon crampeli (Esben-Petersen, 1933)
- Distoleon cubitalis (Navás, 1914)
- Distoleon curdicus Hölzel, 1972
- Distoleon cyrus Hölzel, 1972
- Distoleon dirus (Walker, 1853)
- Distoleon disjunctus (Banks, 1914)
- Distoleon diversus (Navás, 1912)
- Distoleon dumontinus (Navás, 1933)
- Distoleon exiguus (Navás, 1914)
- Distoleon formosanus (Okamoto, 1910)
- Distoleon formosus Hölzel, 1972
- Distoleon gilsi (Navás, 1933)
- Distoleon guttatus (Navás, 1931)
- Distoleon guttulatus (Navás, 1926)
- Distoleon harpalyce (Banks, 1911)
- Distoleon helene (Banks, 1939)
- Distoleon ilione (Banks, 1911)
- Distoleon indigus (Navás, 1914)
- Distoleon infectus (Navás, 1916)
- Distoleon insomnis (Walker, 1853)
- Distoleon interjectus (Navás, 1913)
- Distoleon interruptus (Kolbe, 1897)
- Distoleon jousseaumei (Navás, 1914)
- Distoleon kabulensis Hölzel, 1972
- Distoleon lambarenus (Navás, 1921)
- Distoleon lanceipennis (Navás, 1914)
- Distoleon languidus (Navás, 1931)
- Distoleon laticollis (Navás, 1913)
- Distoleon latipennis (Navás, 1914)
- Distoleon lebasinus (Navás, 1931)
- Distoleon levis (Navás, 1914)
- Distoleon limitatus (Navás, 1923)
- Distoleon littoralis Miller & Stange, 1999
- Distoleon longicornis (Brauer, 1865)
- Distoleon luteomaculatus Hölzel, 1972
- Distoleon maesi (Navás, 1926)
- Distoleon marcida (Banks, 1939)
- Distoleon marginalis (Banks, 1939)
- Distoleon masi (Navás, 1918)
- Distoleon michaelae (Auber, 1957)
- Distoleon monardi (Esben-Petersen, 1931)
- Distoleon morpheus (Kirby, 1900)
- Distoleon neavinus (Navás, 1913)
- Distoleon nefandus (Walker, 1853)
- Distoleon nefarius Navás, 1910
- Distoleon nigricans (Okamoto, 1910)
- Distoleon nubilus (Gerstaecker, 1888)
- Distoleon nuristanus Hölzel, 1972
- Distoleon obducens Walker
- Distoleon ochroneurus (Navás, 1932)
- Distoleon ornatus (Needham, 1913)
- Distoleon pallidus (Navás, 1934)
- Distoleon pallipennis Banks, 1939
- Distoleon parvulus (Okamoto, 1910)
- Distoleon persephone (Banks, 1911)
- Distoleon pictiventris (Navás, 1914)
- Distoleon plebejus (Navás, 1914)
- Distoleon pondoensis (Kimmins, 1948)
- Distoleon pugnax (Walker, 1853)
- Distoleon pullus (Navás, 1940)
- Distoleon punctipennis (Navás, 1912)
- Distoleon recurvus (Navás, 1912)
- Distoleon rhegmalis (Navás, 1931)
- Distoleon rhodocerus (Navás, 1929)
- Distoleon romieuxi (Esben-Petersen, 1936)
- Distoleon sambalpurensis Ghosh, 1984
- Distoleon schoutedeni (Navás, 1929)
- Distoleon scolius (Navás, 1914)
- Distoleon seyrigi (Navás, 1933)
- Distoleon sjostedti (van der Weele, 1910)
- Distoleon solitarius (Hölzel, 1970)
- Distoleon somalicus (Navás, 1935)
- Distoleon somnolentus (Gerstaecker, 1885)
- Distoleon striolatus (Navás, 1936)
- Distoleon subpunctatus (Rambur, 1842)
- Distoleon subpunctulatus (Brauer, 1869)
- Distoleon substigmalis (Navás, 1917)
- Distoleon subtentus Yang, 1986
- Distoleon sylphis (Gerstaecker, 1894)
- Distoleon symphineurus Yang, 1986
- Distoleon tappa (Walker, 1853)
- Distoleon tesselatus Yang, 1986
- Distoleon tetragrammicus (Fabricius, 1798)
- Distoleon tholloni (Navás, 1914)
- Distoleon tibetanus Yang et al., 1988
- Distoleon tipulioides (Fraser, 1950)
- Distoleon tripunctatus (Navás, 1914)
- Distoleon turbidus (Navás, 1915)
- Distoleon umbratus (Navás, 1919)
- Distoleon verendus (Walker, 1853)
- Distoleon vesanus (Walker, 1853)
- Distoleon voeltzkowi (van der Weele, 1909)
- Distoleon wilsoni (McLachlan, 1892)
- Distoleon yunnanus Yang, 1986
- Distoleon zonarius (Navás, 1934)